# Kutre Dulecha
Kutre Dulecha (Etiopía, 22 de agosto de 1978) es una atleta etíope, especializada en la prueba de 1500 m, en la que llegó a ser medallista de bronce mundial en 1999.

## Carrera deportiva
En el Mundial de Sevilla 1999 ganó la medalla de bronce en los 1500 metros, con un tiempo de 4:00.96 segundos, llegando a la meta tras la rusa Svetlana Masterkova y la estadounidense Regina Jacobs.